# Oppegård
Oppegård és un antic municipi situat al comtat d'Akershus, Noruega. Té 26.792 habitants (2016) i té una superfície de 37 km². El centre administratiu del municipi és el poble de Kolbotn.
Oppegård es troba sobre la costa est del Bunnefjord, que és un braç del fiord d'Oslo i inclou els pobles d'Oppegård, Svartskog, i Kolbotn. El paisatge es troba dominat en gran manera pel llac Gjersjøen, el qual divideix el districte en un sector est i un altre oest. El llac Kolbotnvannet també es troba en territori d'aquest municipi. Les zones que no s'han desenvolupat en la seva gran majoria són boscos.
En general Oppegård és un suburbi residencial d'Oslo, tot i que també és un centre de negocis. Allotja les seus noruegues de diverses grans corporacions (incloses les de Kodak i IBM). Els ingressos per impostos pagats per les grans corporacions van convertir en les dècades de 1980 i 1990 a Oppegård en un dels municipis més rics de Noruega. Aquestes fonts d'ingressos i riquesa, es van perdre en la dècada del 2000 quan les corporacions van començar a pagar els seus impostos directament al govern nacional en lloc de als governs locals.

## Ciutats agermanades
Oppegård manté una relació d'agermanament les següents localitats:
- - Hvidovre, Regió de Hovedstaden, Dinamarca
- - Širvintos, Comtat de Vílnius, Lituània
- - Sollentuna, Comtat d'Estocolm, Suècia
- - Tuusula, Uusimaa, Finlàndia